# Liste von Denkmalen und Gedenktafeln in Radom

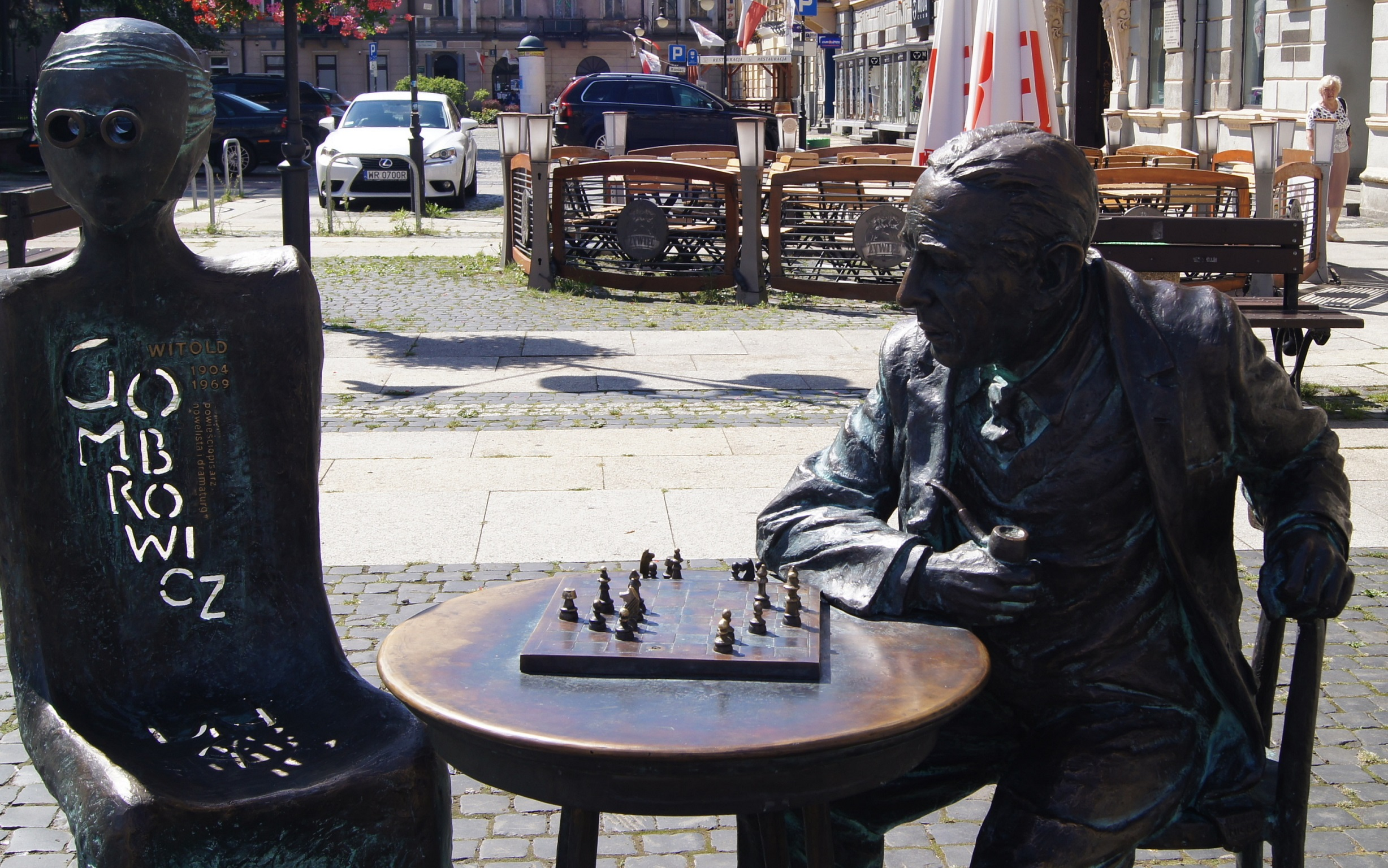
Das Denkmal für Witold Gombrowicz wurde 2018 aufgestellt und gehört zu den jüngsten der Stadt

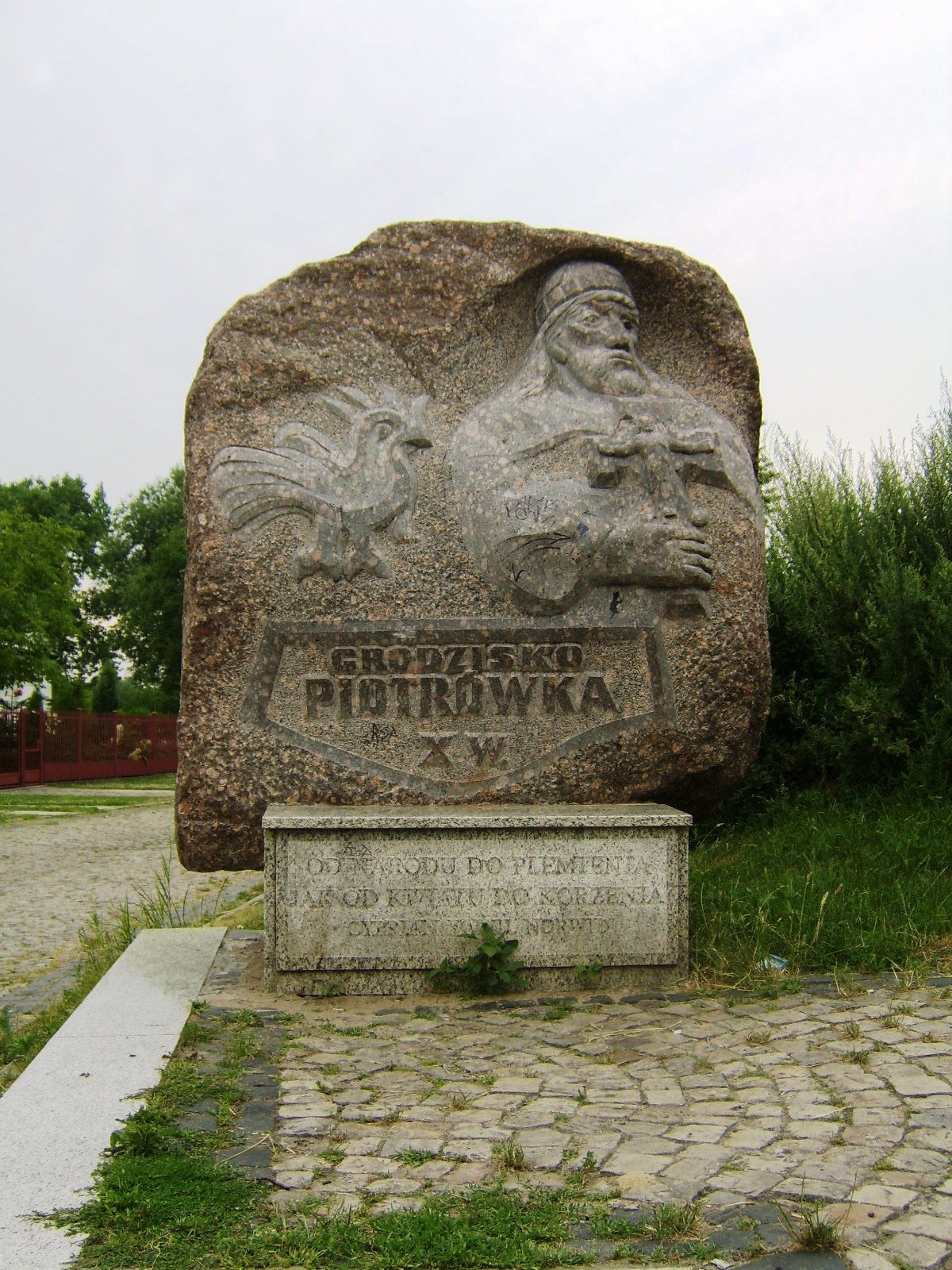
Gedenkstein in Piotrówka

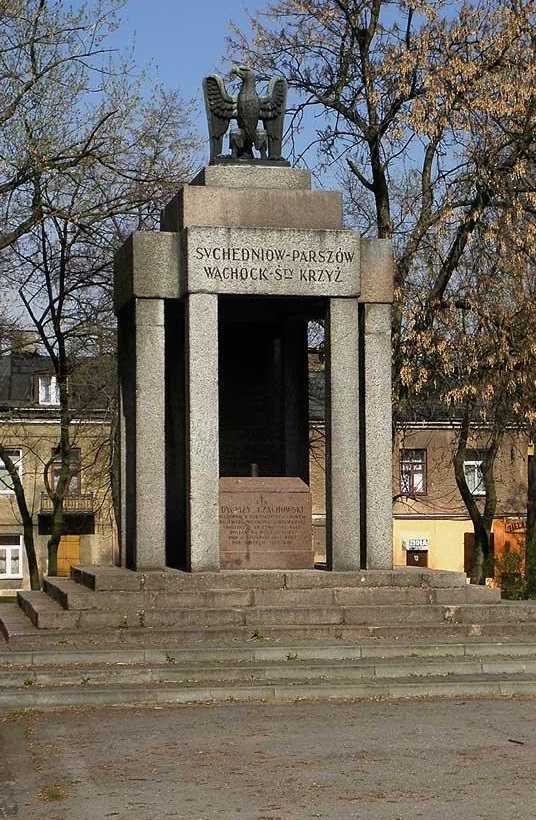
Czachowski-Mausoleum

Die Liste von Denkmalen und Gedenktafeln in Radom enthält eine Reihe ausgewählter Denkmäler, Mahnmale, Skulpturen und Gedenktafeln in der Großstadt Radom in der Woiwodschaft Masowien in Polen.

## Geschichte Polens
- Piotrówka, Denkmalsanlage für die Siedlung des 10. Jahrhunderts
- Gedenktafel für die Huldigung des Hochmeisters Johann von Tiefen im Jahr 1490
- Gedenktafel für die Konstitution Nihil Novi des polnischen Reichstags in Radom 1505

## Kampf für die Unabhängigkeit Polens
Januaraufstand 1863 und Kościuszko-Aufstand 1794:
- Dionizy Czachowski (1810–1863), Mausoleum
- Tadeusz Kościuszko (1746–1817), Gedenkstein
- Jan Kiliński (1760–1819), Standbild
- Denkmal für Juden, die im Kampf für die Unabhängigkeit Polens starben, jüdischer Friedhof in Radom (1863)  Radom Jewish Cemetery Memorial.JPG

Unabhängigkeitskampf zu Beginn des 20. Jahrhunderts:
- Stanisław Werner (1888–1906), Gedenkstein
- Denkmal für Juden, die im Kampf für die Unabhängigkeit Polens starben (1905–1914, 1919)
- Grabmal des unbekannten Soldaten, 1925 errichtet, 1940 beseitigt, 1995 erneuert[2]
- Gedenktafel für die Radomer Republik 1918
- Denkmal für das  Radomer Infanterieregiment „72 Pułk Piechoty“, 1919
- Pomnik Czynu Legionów

## Besatzungszeit des Zweiten Weltkriegs
Massaker von Katyn:
- „Pomnik Katyński“

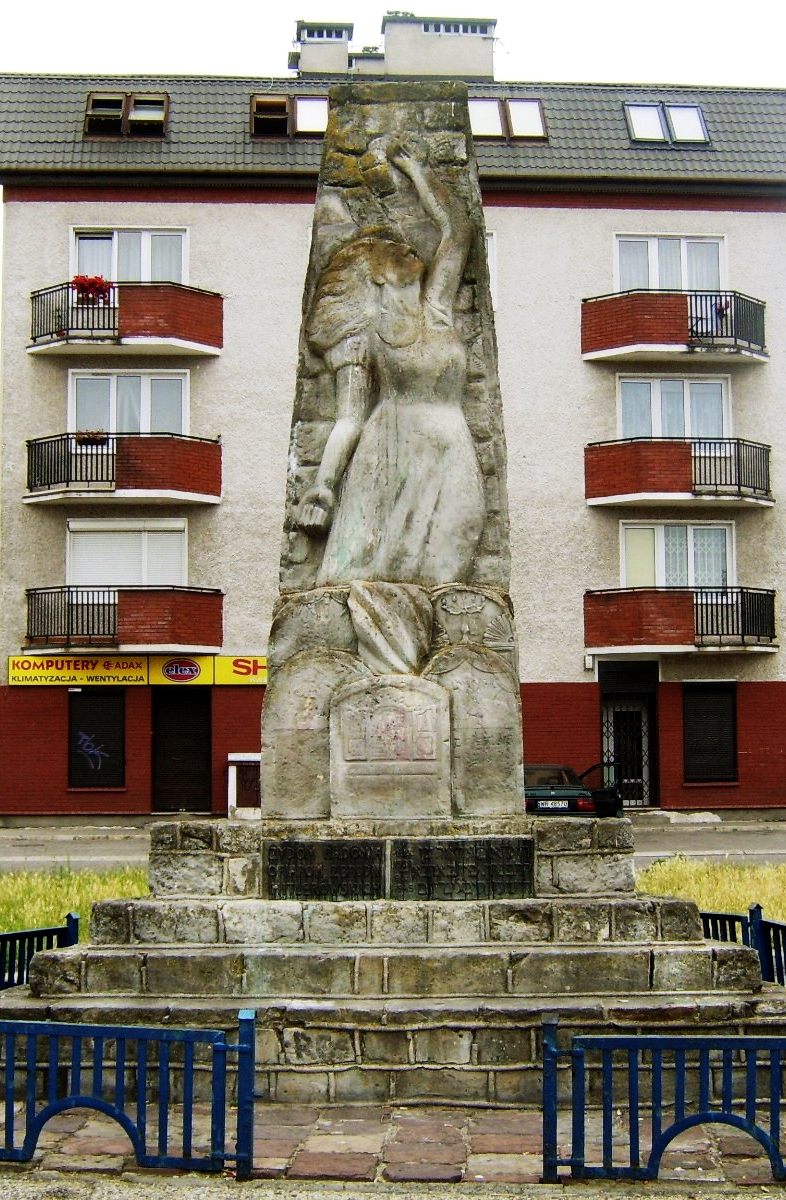
Denkmal für die Radomer Juden

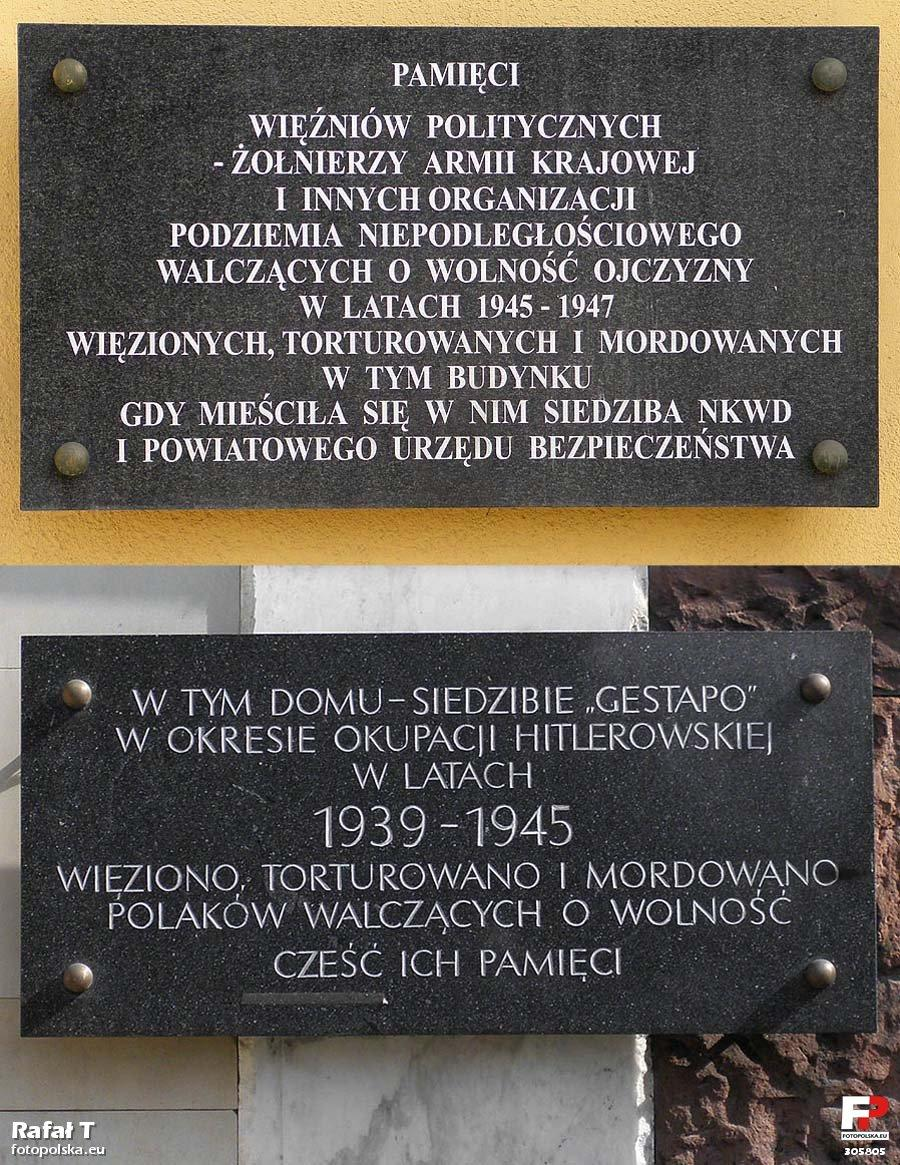
Denkmal für die Opfer der NKWD- und Gestapo-Zentralen (unten)

Deutsche Besetzung Polens und Holocaust:
- Friedhof der Opfer des Faschismus, Gedenkstätte an etwa 15.000 Menschen, die während der Besetzung ermordet wurden
- Denkmal für die ermordeten Radomer Juden und Toten des Ghettos
- Denkmal zum Gedenken an die ermordete jüdische Einwohner von Radom, Kielce, Ostrowiec Świętokrzyski und Umgebung auf dem städtischen Friedhof in Radom-Firlej
- Gedenktafel für die Radomer Geistlichen unter den Märtyrern des deutschen Besatzungsregimes
- Denkmal und Gedenktafel an der ehemaligen Gestapo-Zentrale, ul. Kościuszki 6
- Denkmal und Gedenktafel für 25 Hingerichtete der Fabryka Broni Łucznik (Steyr-Daimler-Puch)
- Gedenktafel für Kazimierz Ołdakowski (1878–1940)
- Gedenktafel für 43 getötete und ermordete Arbeiter des Tyton-Werks
- Gedenktafel für getötete und ermordete Eisenbahner, Bahnhof Radom Główny
- Gedenktafel für getötete und ermordete Lehrer, Słowackiego Juliusza 17

## Opfer des Kommunismus 1920–1984
- Denkmal für die Verstoßenen Soldaten (Wolność i Niezawisłość, WiN)
- Gedenktafel an der ehemaligen NKWD-Zentrale, 1945–1947, ul. Kościuszki 6
- Kreuz, Findling und Gedenktafel zum Gedenken an die Opfer des Kommunismus, vor dem Gebäude des ehemaligen Woiwodschaftskomitees der Polnischen Vereinigten Arbeiterpartei
- Gedenkstein für Roman Kotlarz (1928–1976), Priester und Gewaltopfer der Arbeiterproteste
- Tafel des Instytut Pamięci Narodowej (IPN) für die Radomer Arbeiterproteste im Juni 1976, ul. 25 Czerwca
- Tafel des IPN am ehemaligen Gefängnis
- Gedenktafel für Solidarnosc und die Gewerkschaftsbewegung

## Denkmale von Persönlichkeiten

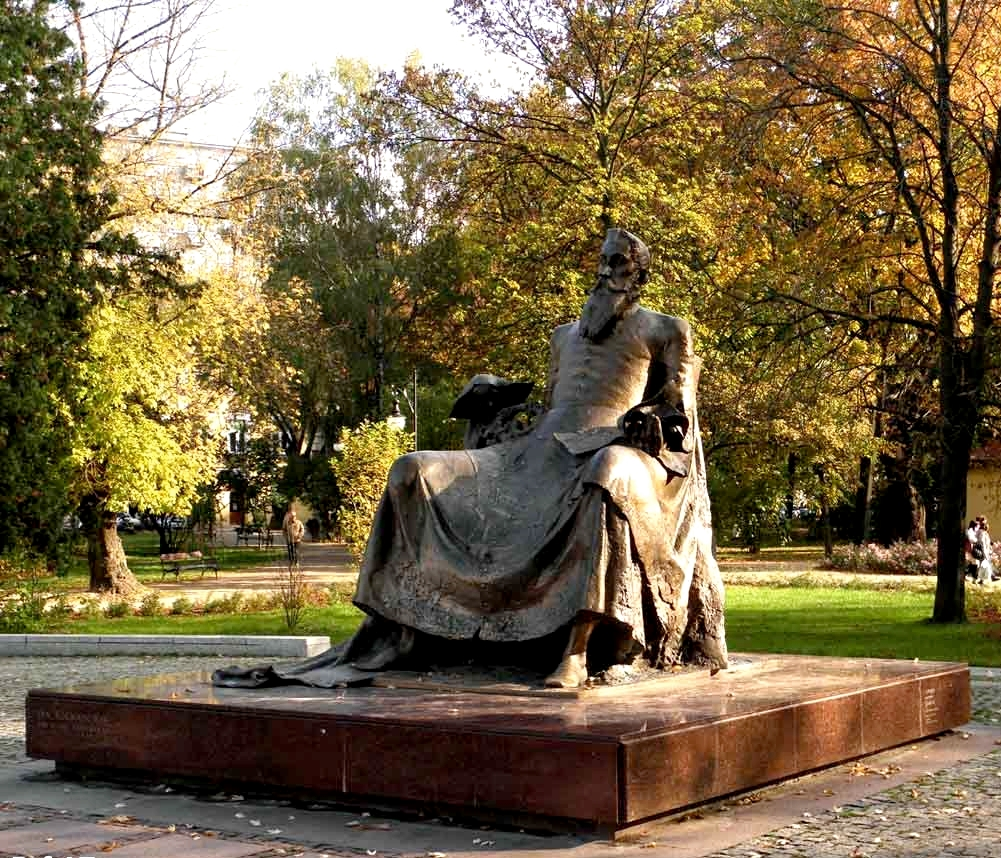
Kochanowski-Denkmal

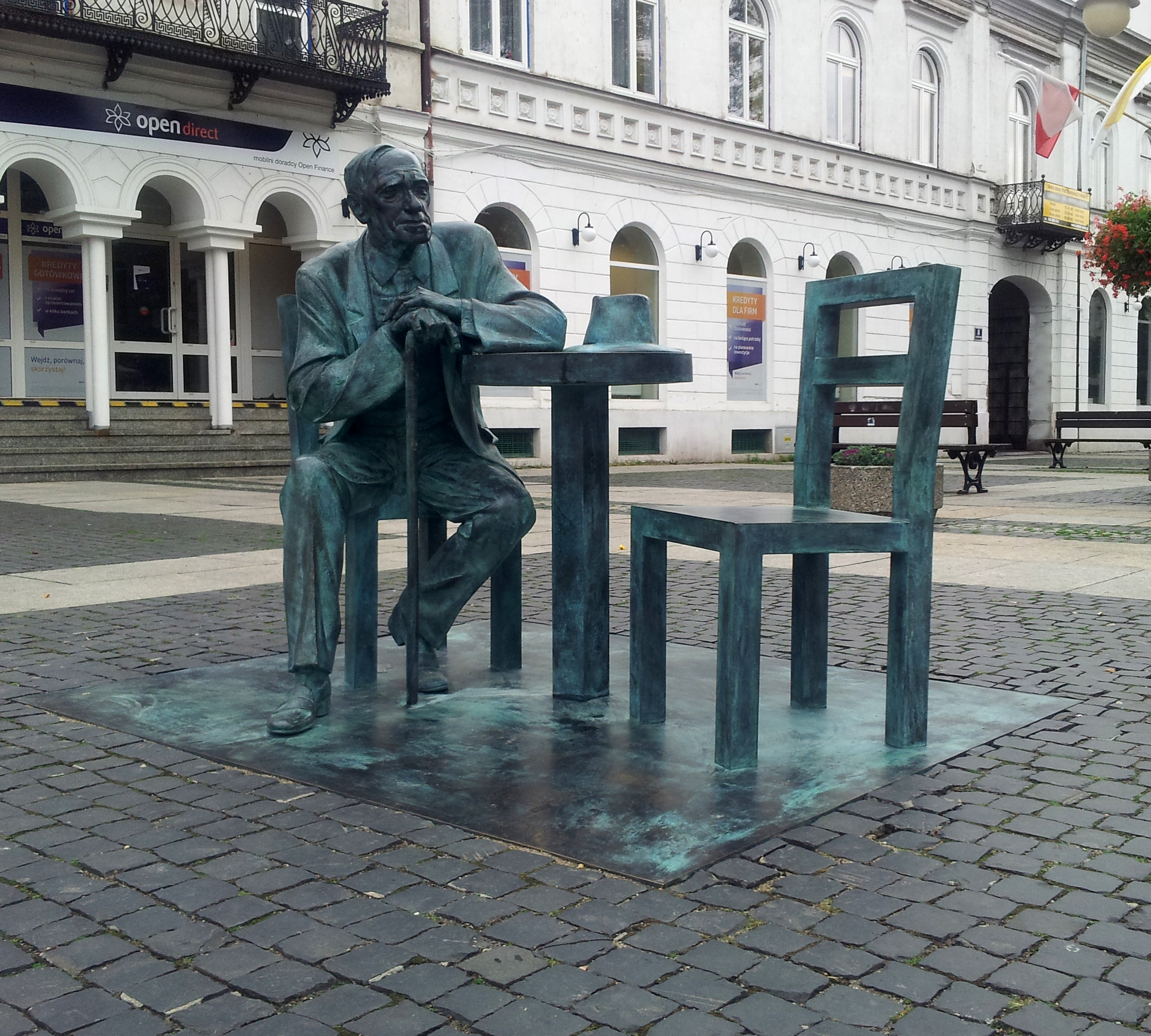
Kołakowski-Denkmal

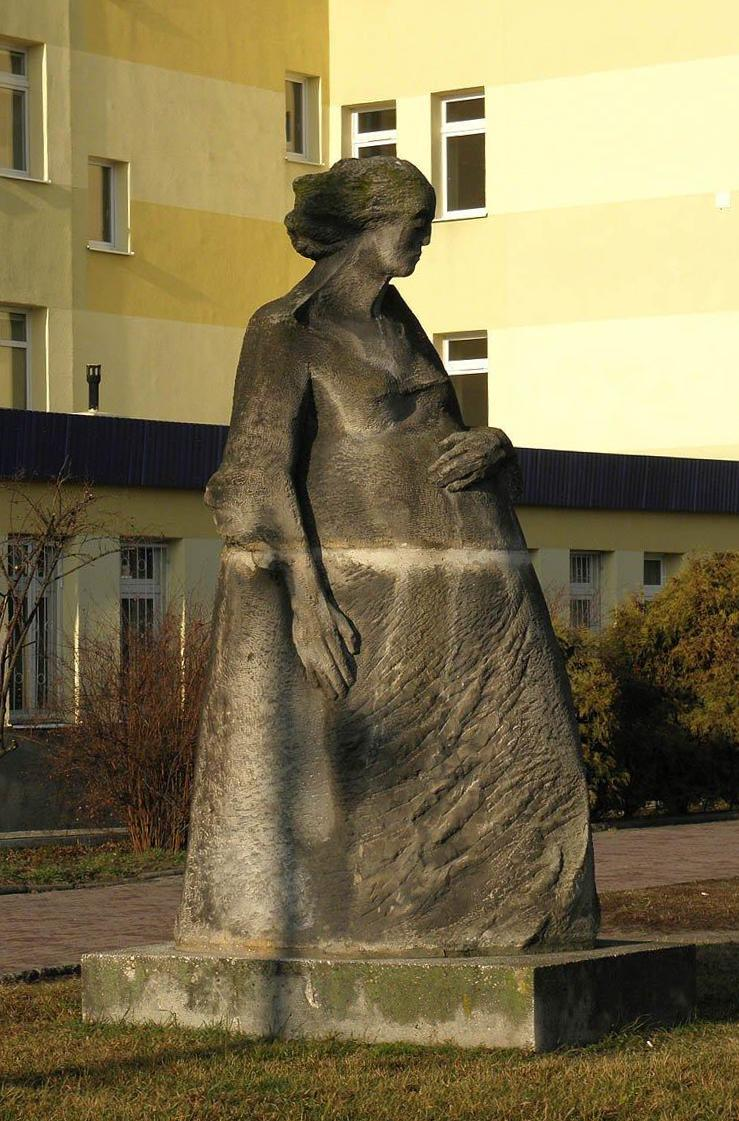
Denkmal für die polnische Mutter

- Frédéric-Chopin-Denkmal (1810–1849), Musiker
- Witold Gombrowicz (1904–1969), Schriftsteller
- Papst-Johannes-Paul-II.-Denkmal (1920–2005)
- Lech Kaczyński und Maria Kaczyńska († 2010), Staatspräsident und Pierwsza Dama
  - Gedenktafel mit Namen aller Absturzopfer des Flugunfalls von Smolensk 2010
- Jan Kochanowski (1530–1584), Dichter
- Leszek Kołakowski (1927–2009), Philosoph
- Jacek Malczewski (1854–1929), Maler
- Stefan Wyszyński (1901–1981), Erzbischof und Primas von Polen

## Weitere Denkmale
- Denkmal für getötete Feuerwehrleute neben der Feuerwache
- Denkmal für die polnische Mutter neben dem Verwaltungsgebäude des Krankenhauses
- Denkmal für die ungeborenen Kinder
- Gedenktafel für Radomer Piloten (1935–2009)
- Skulptur „Łucznik“ (Bogenschütze) vor der ehemaligen Fabryka Broni „Łucznik“

## Weitere Gedenktafeln
- Józef Brandt (1841–1915), Maler
- Jan Sońta (1919–1990), Bataliony Chłopskie
- Flugschule für Offiziere Nr. 5, benannt nach den Absturzopfern Żwirki und Wigury († 1932)

## Versetzte Denkmale
- In den Jahren 1953–1993 stand im nordöstlichen Teil des Jagiellonen-Platzes das Denkmal der Dankbarkeit für die Sowjetarmee, das 2004 auf dem orthodoxen Friedhof wieder aufgestellt wurde.